# Codice Konami
Il codice Konami (o Konami Code), conosciuto in Giappone come Comando Konami (コナミコマンド Konami Komando), è un cheat code che appare in molti videogiochi Konami, ma anche in giochi non Konami.

## Storia
Il codice Konami è stato creato da Kazuhisa Hashimoto (1958-2020), che stava sviluppando nel 1985 il gioco arcade Gradius, uscito nel 1986 per il Nintendo Entertainment System. Trovarono il gioco troppo difficile da giocare durante i test, così crearono un cheat code che desse al giocatore una serie completa di power-up, che sono normalmente raggiunti gradualmente nel corso del gioco. Il codice ha continuato a essere presente nei sequel di Gradius e negli spin-off, tra cui la versione SNES di Gradius III, che distrugge effettivamente la nave del giocatore inserendo il codice originale (sostituendo ← e → con la L e R), anche per Gradius V su PlayStation 2, dove i tasti  e  sostituiscono rispettivamente B e A.
La popolarità del codice Konami aumentò con l'uscita della versione NES di Contra nel 1988. A causa delle difficoltà del gioco, molti giocatori fecero affidamento sul cheat code, che ha aumentato le vite del giocatore da 3 a 30, per finire il gioco.

## Utilizzo
Mentre il gioco è in pausa o mentre si è nella schermata del titolo, il giocatore può premere la seguente sequenza di tasti (seguiti dal tasto Start) sul controller di gioco: ↑ ↑ ↓ ↓ ← → ← → B A

Il "Konami Code"

In molte rappresentazioni popolari del codice, per eseguire il codice ↵ Enter, Start o Select vengono aggiunti alla fine della sequenza.

## Variazioni
La versione originale del cheat code è stato progettato per il NES controller. La sequenza esatta varia da gioco a gioco, ed è stato adattato per adattarsi ai pulsanti delle diverse console per videogiochi. Principalmente i tasti A e B. Per esempio: su ogni PlayStation controller, che utilizza le forme al posto delle lettere, sarebbe ", ". Nei giochi per cellulare della Konami, sono sostituiti con 5 7 3 sul tastierino numerico, che è la pronuncia goroawase per "Konami".

## Implementazioni famose
Il codice è stato successivamente riutilizzato in un gran numero di altri giochi, e ha trovato un posto nella cultura popolare come riferimento per la terza generazione di console per videogiochi. Ad esempio, inserire il codice è uno dei due modi standard di mettere un dispositivo Palm webOS (come il Palm Pre e Palm Pixi) in modalità "developer"; è presente anche come Easter egg su un certo numero di siti web. In numerosi videogame della serie Crash Bandicoot, il codice Konami (con il tasto  al posto dei tasti B e A) permette di giocare a demo dei vari videogame della serie Spyro the Dragon.
Il codice è stato utilizzato nel videogame BioShock Infinite per attivare la modalità 1999 (una speciale modalità che incrementa notevolmente la difficoltà generale del gioco). Nella versione PC è stata sostituita la B con ESC e la A con ↵ Invio; nella versione PS3 la B è stata sostituita dal tasto  e la A dal tasto ; nella versione XBOX360 la disposizione dei tasti coincide.
Questo codice era utilizzabile in Fortnite Battle Royale durante il buco nero, cominciato il 13 ottobre 2019 e durato 36 ore, era possibile inserire il Konami Code per giocare ad una versione segreta di Space Invaders nello stile del Durr Burger, fast food presente nel gioco. In questo minigioco, si interpretava una fetta di pizza al posto della navicella spaziale che sparava a degli hamburgers, in segno dell'iconica rivalità tra ManzoBoss e Testa di Pomodoro, due personaggi del gioco.

## Nella cultura di massa
Il codice Konami è stato la base di un remix della canzone del 2008 "30 lives" (30 vite) di L'Sick Motion. La canzone ha continuato a essere presente nelle versioni contemporanee della serie di videogiochi di ballo della Konami "Dance Dance Revolution".
Il codice è presente anche nel film d'animazione Ralph Spaccatutto prodotto dalla Disney nel 2012. Viene utilizzato da Re Candito per accedere due volte ai file di sistema del gioco "Sugar Rush": la prima per trasformare Vanellope da regina in un glitch, la seconda per recuperare la medaglia di Ralph per allontanarlo dal mondo di Sugar Rush.
Il codice viene anche citato nella seconda stagione della serie Lo straordinario mondo di Gumball nell'episodio "Ciak, si gira!" in cui Gumball e Darwin decidono di fare un film riprendendo scene da loro inventate e scene di vita quotidiana. In una di queste riprese si può vedere Ocho, un personaggio della serie che sembra un ragno a 8 bit, ma è chiaramente ispirato agli alieni del videogioco Space Invaders (che era in voga negli stessi anni della creazione del Konami code) che ripetendo ad alta voce i pulsanti del codice si semplifica la vita in vari modi. Subito dopo Gumball decide di provare, ma avendo inserito una sequenza sbagliata attiva un glitch che quasi lo uccide.
Anche nella serie "Adventure Time" in un episodio BMO, la console vivente dei personaggi, usa il codice Konami per far sparire tutti.
Nella serie animata Sonic Boom nell'episodio "Amici virtuali" il codice viene citato da Cubot per salvare lui e Orbot mentre vengono schiacciati da uno schiaccia rifiuti.
Nella serie tv NCIS il codice viene citato nell'episodio 16x21 dal titolo “Giustizia o Vendetta” al minuto 7.00 dal personaggio di Timothy McGee.
Nel film Fear Street Parte 3: 1666 del 2021 uno dei protagonisti cita il Codice Konami come risorsa prima di affrontare l'entità diabolica.
Il codice viene citato nel manga di Konosuba dove viene usato come password per entrare nel caveau sotto il villaggio dei demoni cremisi